# Polites
Polites är ett släkte av fjärilar. Polites ingår i familjen tjockhuvuden.

## Bildgalleri

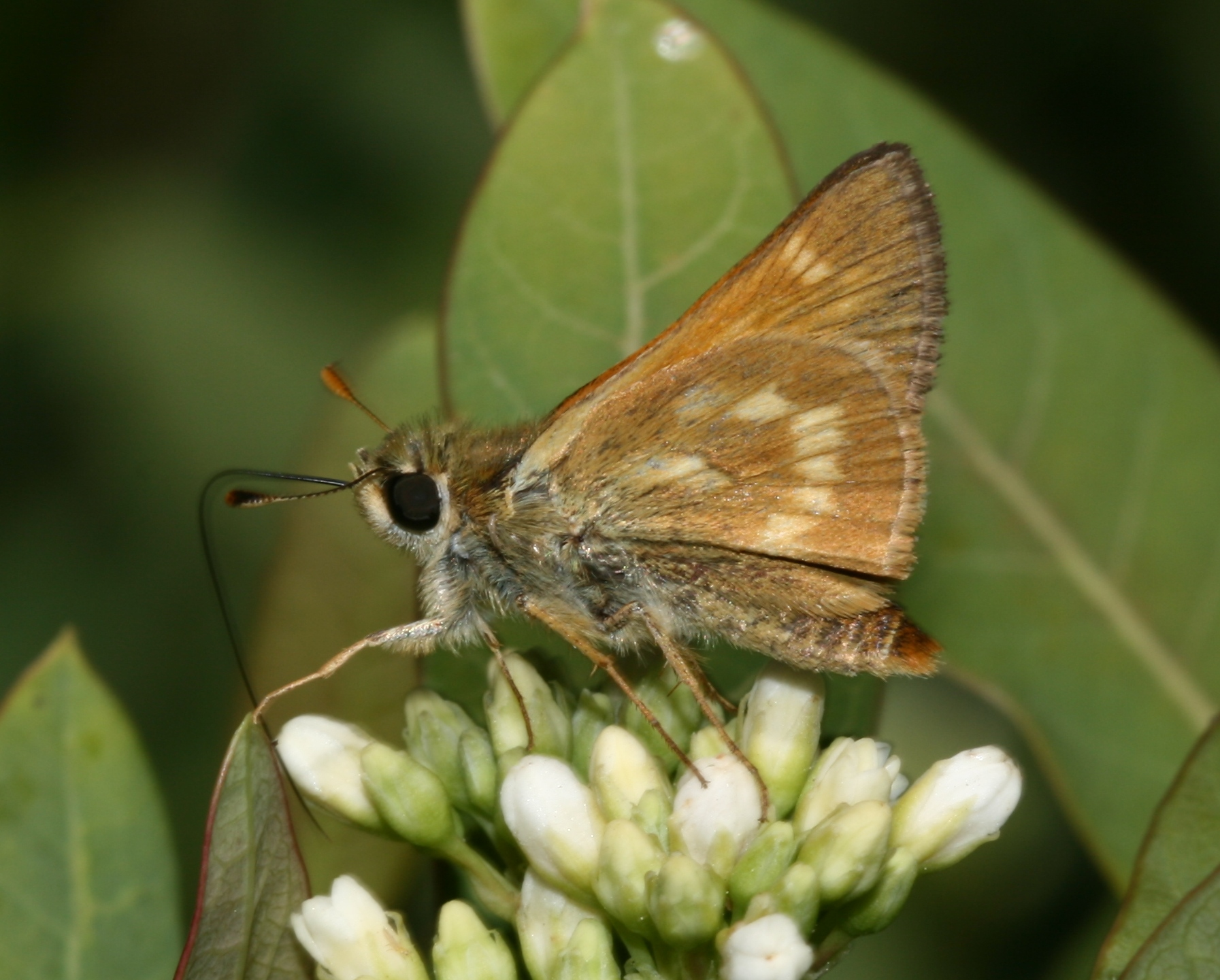

## Dottertaxa tillPolites, i alfabetisk ordning[1]
- Polites ahaton
- Polites alcina
- Polites amadis
- Polites baracoa
- Polites bittiae
- Polites brettoides
- Polites brettus
- Polites calla
- Polites catilina
- Polites cernes
- Polites chispa
- Polites chusca
- Polites clara
- Polites combinata
- Polites comstocki
- Polites coras
- Polites dacotah
- Polites dictynna
- Polites draco
- Polites enys
- Polites genoa
- Polites golenia
- Polites hypozona
- Polites loma
- Polites lumida
- Polites manataaqua
- Polites mardon
- Polites margaretae
- Polites margarita
- Polites morganta
- Polites mystic
- Polites myus
- Polites nubs
- Polites origenes
- Polites pallida
- Polites peckius
- Polites phocion
- Polites phormio
- Polites praeceps
- Polites rhena
- Polites sabuleti
- Polites siris
- Polites sonora
- Polites stigma
- Polites sulfurina
- Polites taumas
- Polites tecumseh
- Polites themistocles
- Polites turneri
- Polites unna
- Polites utahensis
- Polites wamsutta
- Polites weetamo
- Polites vibex
- Polites wingina
- Polites zenckei